# Hagenbach-Bischoffova kvóta
Hagenbach-Bischoffova kvóta je typem volební kvóty, podle níž se provádí výpočet volebního (mandátového) čísla, tedy určení minimální hranice množství hlasů potřebných k zisku mandátu v rámci prvního skrutinia, a to ve vícemandátových volebních obvodech. Jedná se o jednoduchý matematický model. Název získala po švýcarském matematikovi a fyzikovi Eduardu Hagenbach-Bischoffovi.

## Výpočet volebního (mandátového) čísla
Počet všech platných hlasů, které byly odevzdány v konkrétním volebním obvodě je vydělen počtem mandátů náležících na tento volební obvod plus jedna. 
Volební (mandátové) číslo
{\displaystyle {\rm {V}} \over {\rm {S+1}}}
- V = celkový počet platných hlasů v konkrétním volebním obvodu.
- S = počet mandátů v konkrétním volebním obvodu.

## Použití v systému jednoho přenosného hlasu
Tuto volební kvótu lze použít například v systému jednoho přenosného hlasu u proporčního volebního systému. V praxi je u této varianty používána Droopova volební kvóta, systém jednoho přenosného hlasu se vyskytuje řídce např. v Irsku, na Maltě nebo volbách do horní komory parlamentu v Austrálii.

### Příklad
V konkrétním obvodu se uchází 3 kandidáti Adam, Božena a Cyril  o 2 mandáty. Počet 100 platných hlasů je rozdělen takto:
| 45 hlasů 1. Adam 2. Cyril | 25 hlasů 1. Cyril | 30 hlasů 1. Božena |

Protože je zde 100 platných hlasů a 2 mandáty, tak prostřednictvím metody Hagenbach-Bischoffovy kvóty lze získat volební (mandátové) číslo:
{\displaystyle {\frac {100}{2+1}}=33+{\frac {1}{3}}}
Součet prvních preferencí hlasů voličů je:
- Adam: 45
- Cyril: 25
- Božena: 30

První preference vyjadřuje stav, kdy si volič vybere z kandidátů na volební listině prvního kandidáta dle své preference (oblíbenosti). Adam se 45 preferencemi překročil volební kvótu 33+1/3 a získal 1. mandát o 11+2/3 hlasů více než je kvóta. Tento rozdíl v hlasech je přičten Cyrilovi, protože je označen jako druhá preference na všech hlasech pro Adama:
- Cyril: 25 + 11+2/3 = 36+2/3
- Božena: 30

Cyril má nyní 36+2/3 hlasů, tím překročil volební kvótu a získal 2. mandát. Božena zůstala bez mandátu.